# فیات ای.۵۴
فیات ای. ۵۴ (به انگلیسی: Fiat A.54) یک موتور هواگرد ساختِ کارخانهٔ فیات اتومبیلز در کشور ایتالیا است.